# Thorn (Limburg)
Thorn (anhörenⓘ) (limburgisch Toear) ist ein Ort in den Niederlanden und war bis zum 31. Dezember 2006 eine selbstständige Gemeinde in der Provinz Limburg. Mit Wirkung zum 1. Januar 2007 schloss sich Thorn mit Heel und Maasbracht zur neugegründeten Gemeinde Maasgouw zusammen.
Die frühere Kleinstadt liegt zwölf Kilometer südwestlich von Roermond nahe der Maas und den Maasplassen an der Grenze zwischen Nord- und Mittel-Limburg. Wegen der zahlreichen weiß getünchten Häuser nennt man Thorn auch  „das weiße Städtchen“ (niederländisch het witte stadje).

## Geschichte

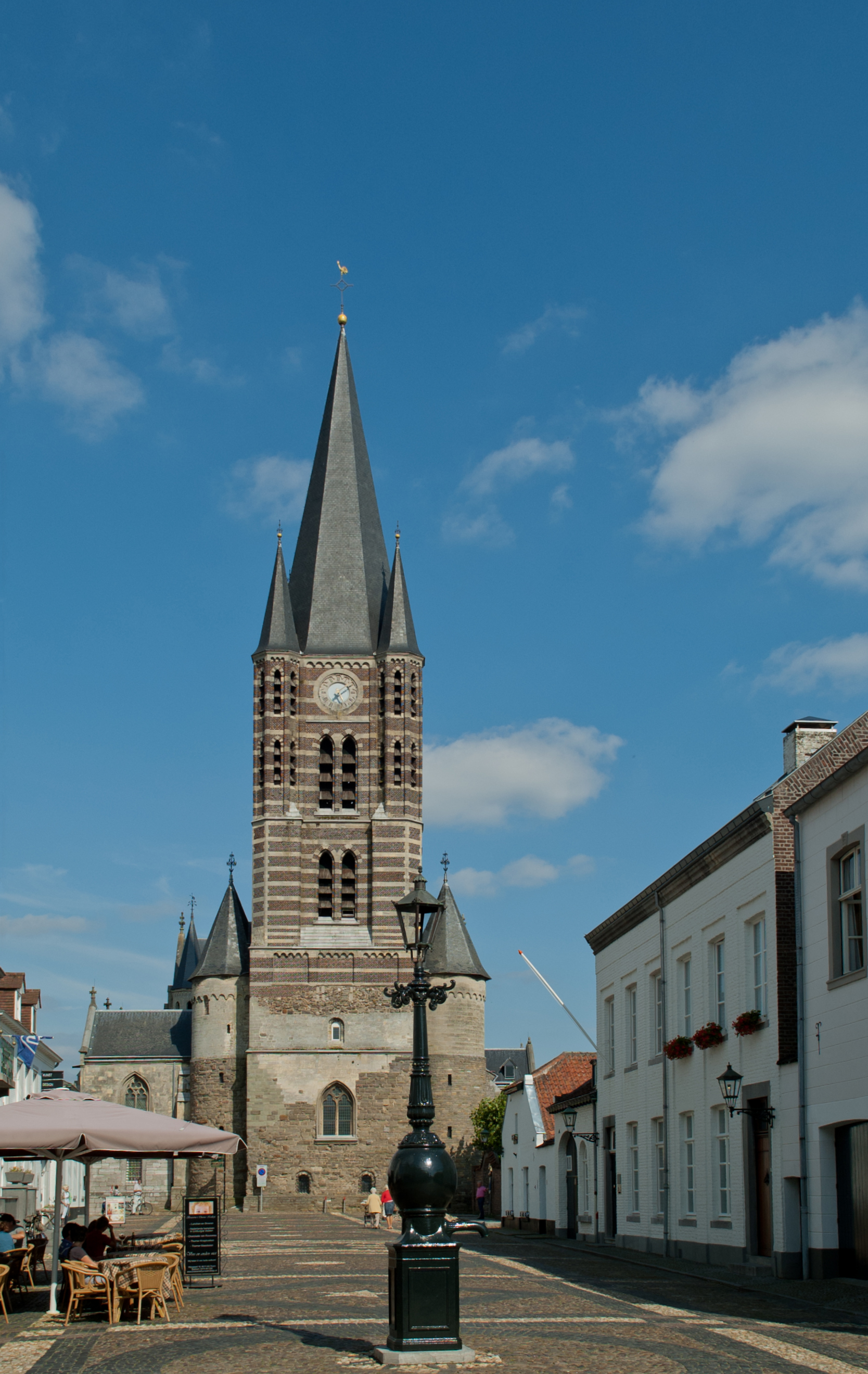
Die frühere Abteikirche und heutige Pfarrkirche St. Michael in Thorn

Der Ort Thorn ist aus einer um 975 gestifteten Benediktinerinnenabtei hervorgegangen. Im Laufe wohl des 12. Jahrhunderts wandelte sich die Abtei in ein freiweltliches Damenstift, das spätere Reichsstift Thorn, um. In das Damenstift konnten nur unverheiratete Frauen aus dem Hochadel eintreten, heiratswillige Ordensdamen wohnten außerhalb der Klostermauern in zum Teil eigenen Häusern. Obwohl klösterlicher Besitz, war das Reichsstift zugleich ein reichsunmittelbares Fürstentum unter Leitung der jeweiligen Äbtissin. So ergab sich die Besonderheit, dass das kleine Fürstentum zwischen 992 und 1795 ausschließlich von Frauen regiert wurde.
Die bereits um 992 erbaute romanische Abteikirche wurde in gotischer Zeit umfassend umgebaut und erhielt während des Barock eine üppige barocke Innenausstattung. Bis ins 17. Jahrhundert hinein ließen sich viele Stiftsdamen außerhalb des eigentlichen Klosterbezirks eigene Häuser erbauen, welche zu einem großen Teil heute noch erhalten sind. Die ganze Altstadt ist mit Kieselsteinen aus der Maas gepflastert, angeblich, damit die kostbaren Röcke der Stiftsdamen nicht unnötig dem Straßenschmutz ausgesetzt wurden. Das adelige Damenstift machte Thorn zu einer wohlhabenden Stadt und war über 800 Jahre Zentrum eines von den Äbtissinnen regierten Fürstentums. Das „Land von Thorn“ prägte zeitweilig  eigene Münzen.
1794 marschierten französische Truppen ein, konfiszierten das Stift und beendeten so die Jahrhunderte dauernde weibliche Stifts-Herrschaft. Die von den Franzosen eingeführte Fenstersteuer, die sich nach der Größe der Fenster bemaß, zwang die Thorner zum Umbau ihrer Häuser. Sie verwendeten dazu die Steine der alten Abtei, deren Stiftsgebäude um 1800 niedergelegt wurden. Um die unterschiedlichen Größen der Steine zu kaschieren, übertünchten die Thorner die Mauern ihrer Häuser mit weißem Kalk. Dies trug Thorn den Namen „Die weiße Stadt“ ein. Die Franzosenzeit endete nach der Schlacht bei Waterloo (1815), der letzten Schlacht Napoleons.
Auch heute noch sind die meisten Häuser weiß. In der Altstadt Thorns, einer Touristenattraktion, haben 105 Objekte den Status eines Rijksmonument zuerkannt bekommen, weitere zwei befinden sich außerhalb der eigentlichen Altstadt.

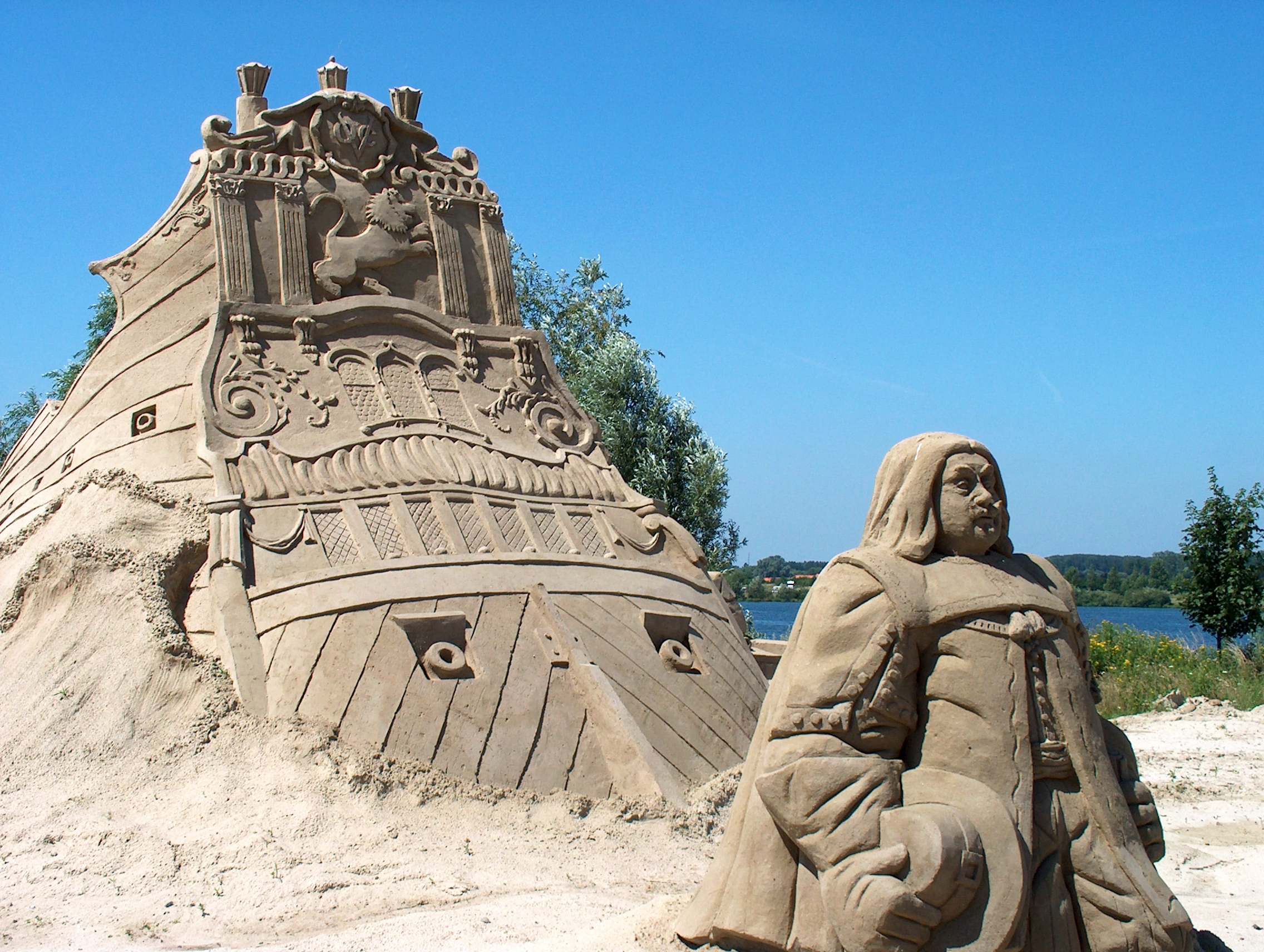
Sandskulptur Michiel de Ryter (2003)

Von 2002 bis 2004 fand in Thorn im Sommer ein Sandskulpturenfestival statt.

## Persönlichkeiten
In Thorn geboren oder mit dem Ort eng verbunden sind unter anderem folgende Personen:
- Anna Salome von Manderscheid-Blankenheim, Äbtissin des Reichsstifts
- Clara Elisabeth von Manderscheid-Blankenheim, Stiftsdame
- Franziska Christine von Pfalz-Sulzbach, Äbtissin des Reichsstifts
- Maria Kunigunde von Sachsen, Äbtissin des Reichsstifts
- Pierre Kuijpers, Dirigent und Oboist
- Harry Vorselen, Dirigent und Hornist

## Bildergalerie

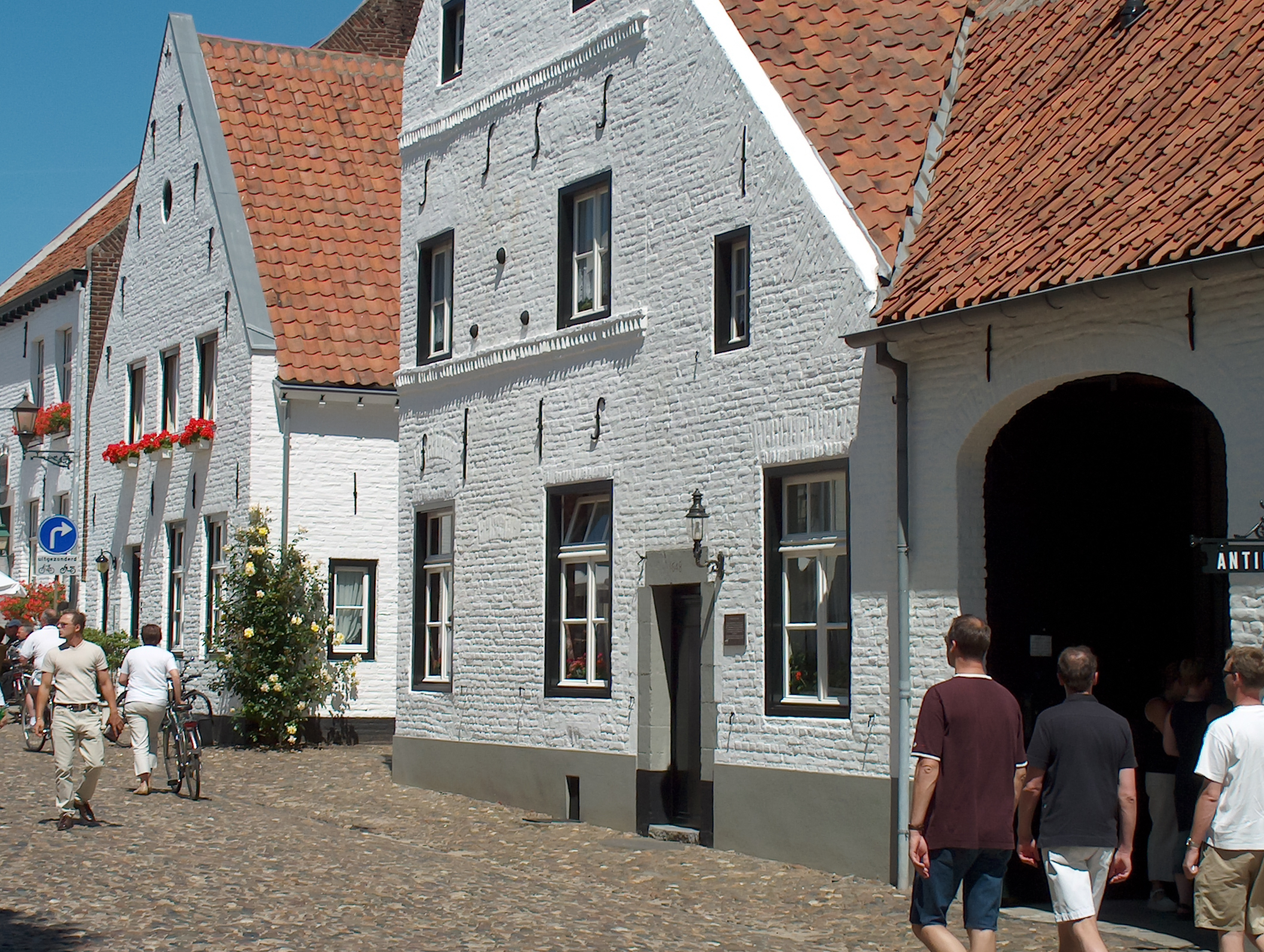
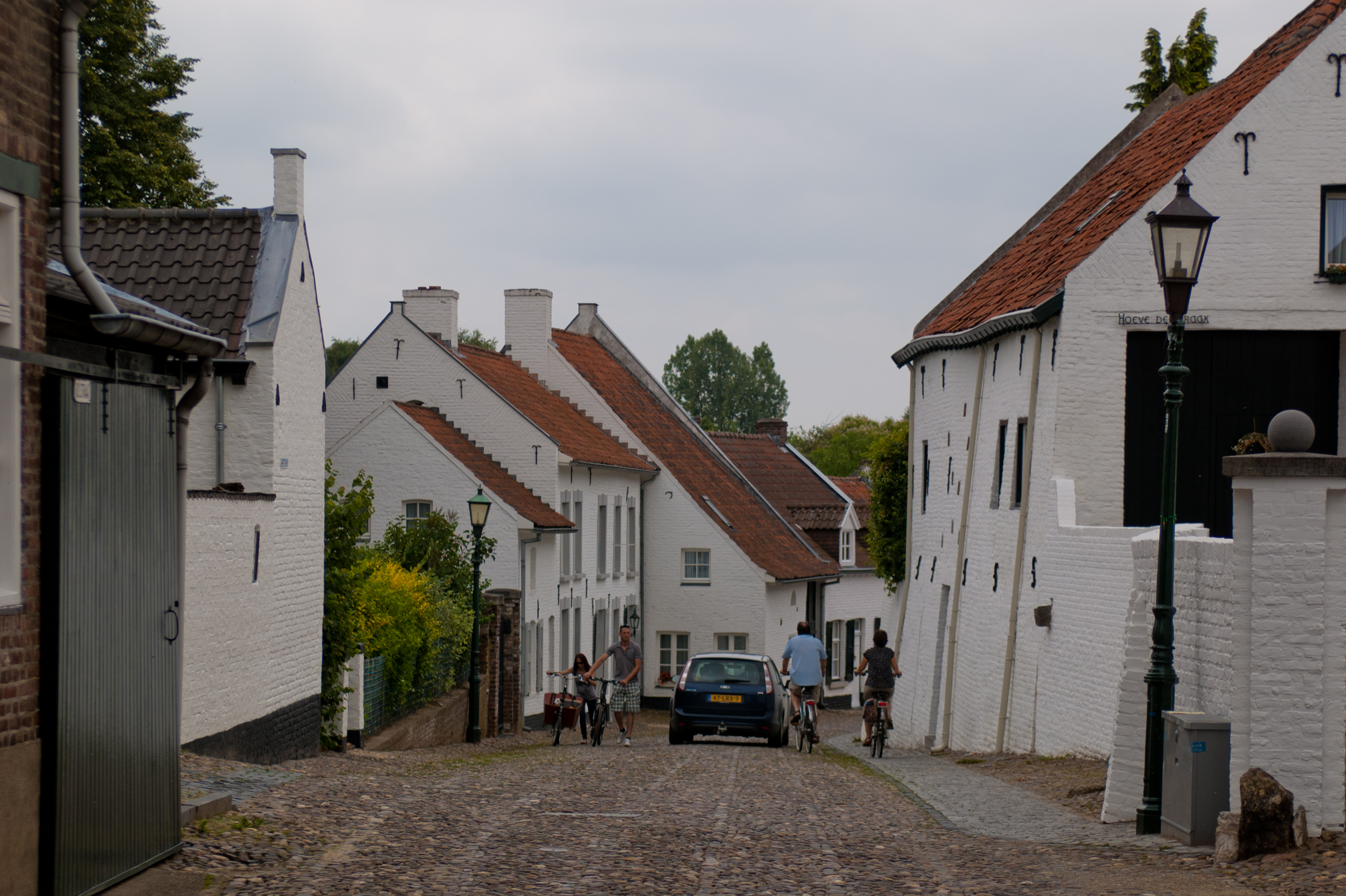
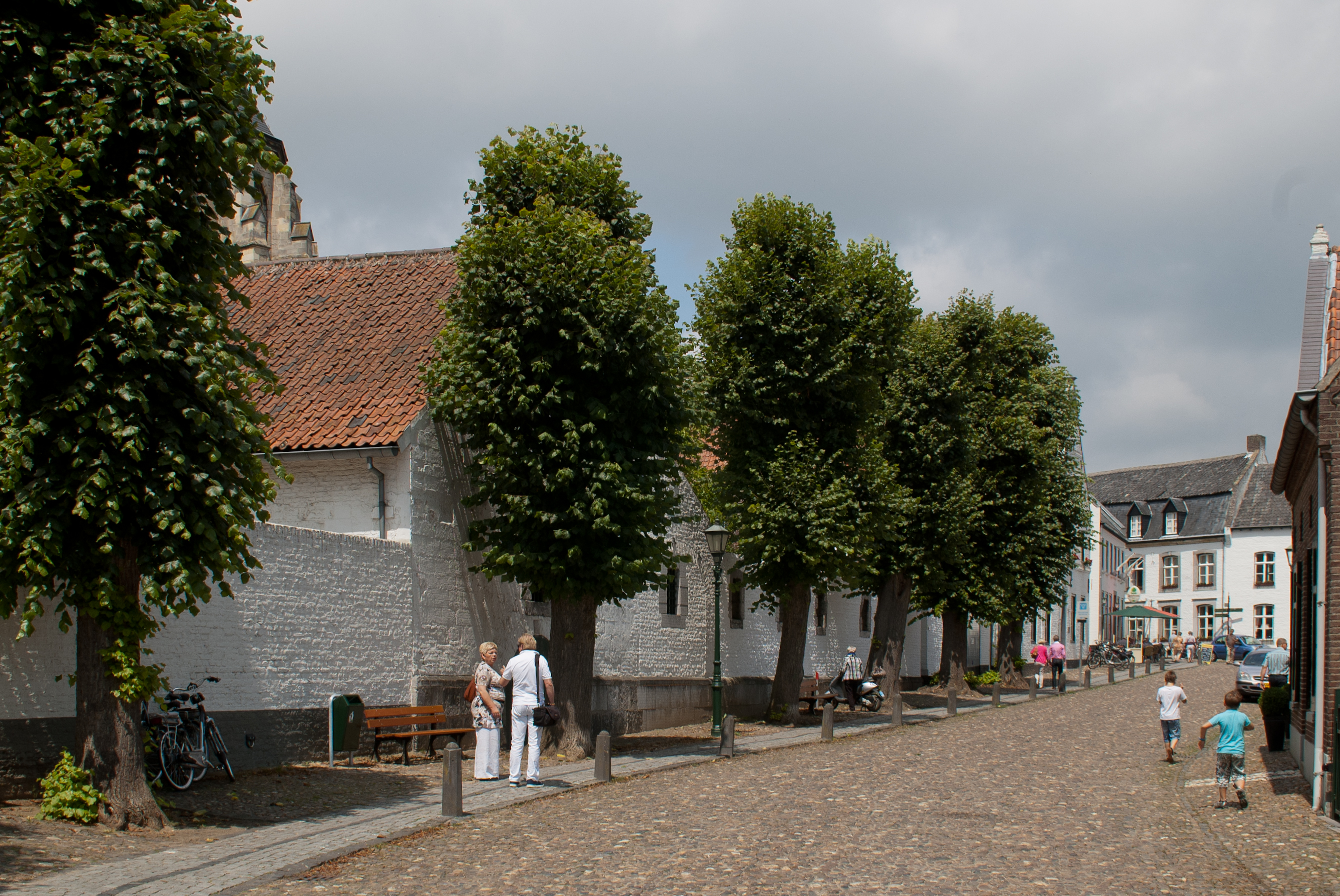
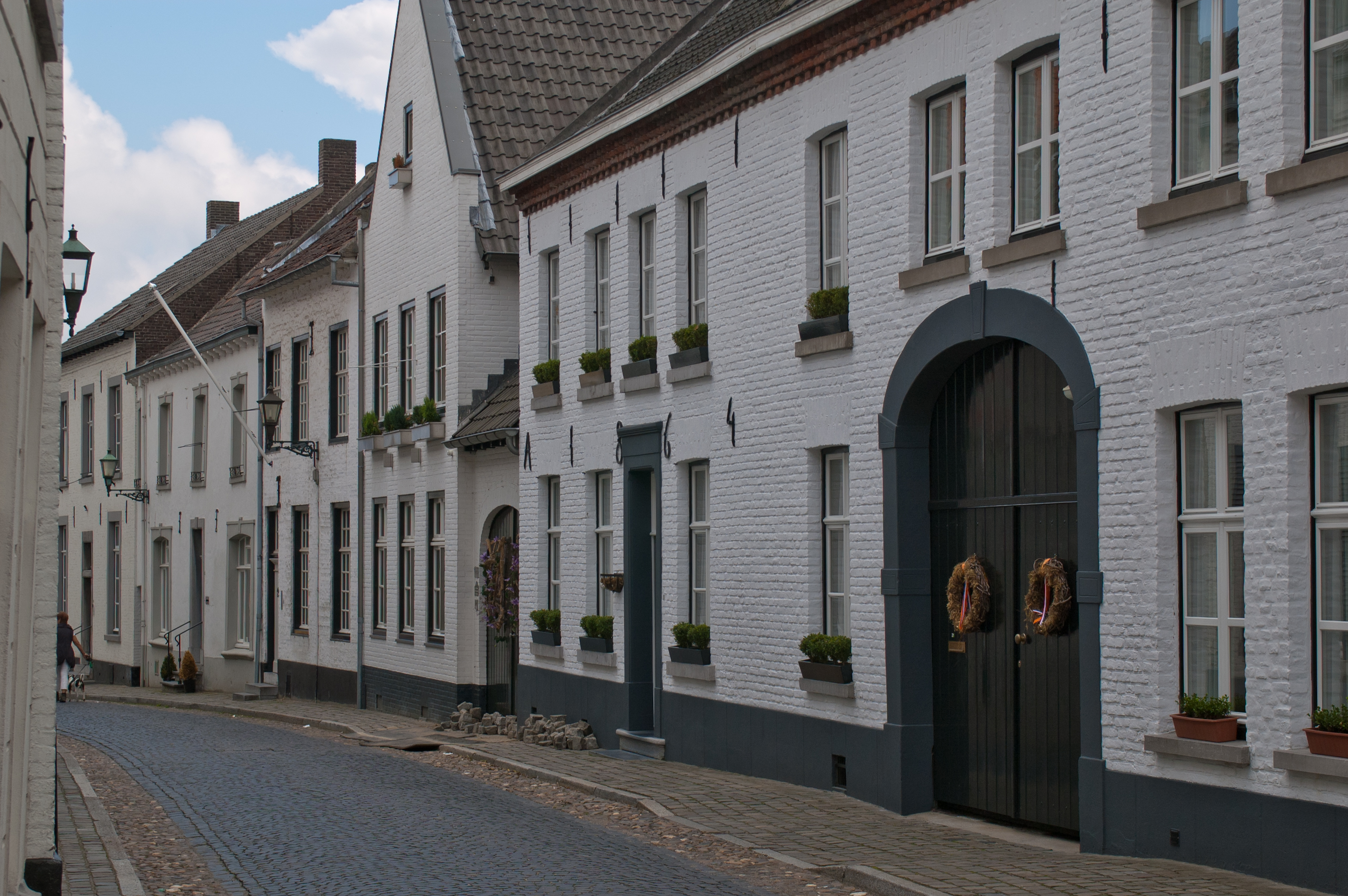
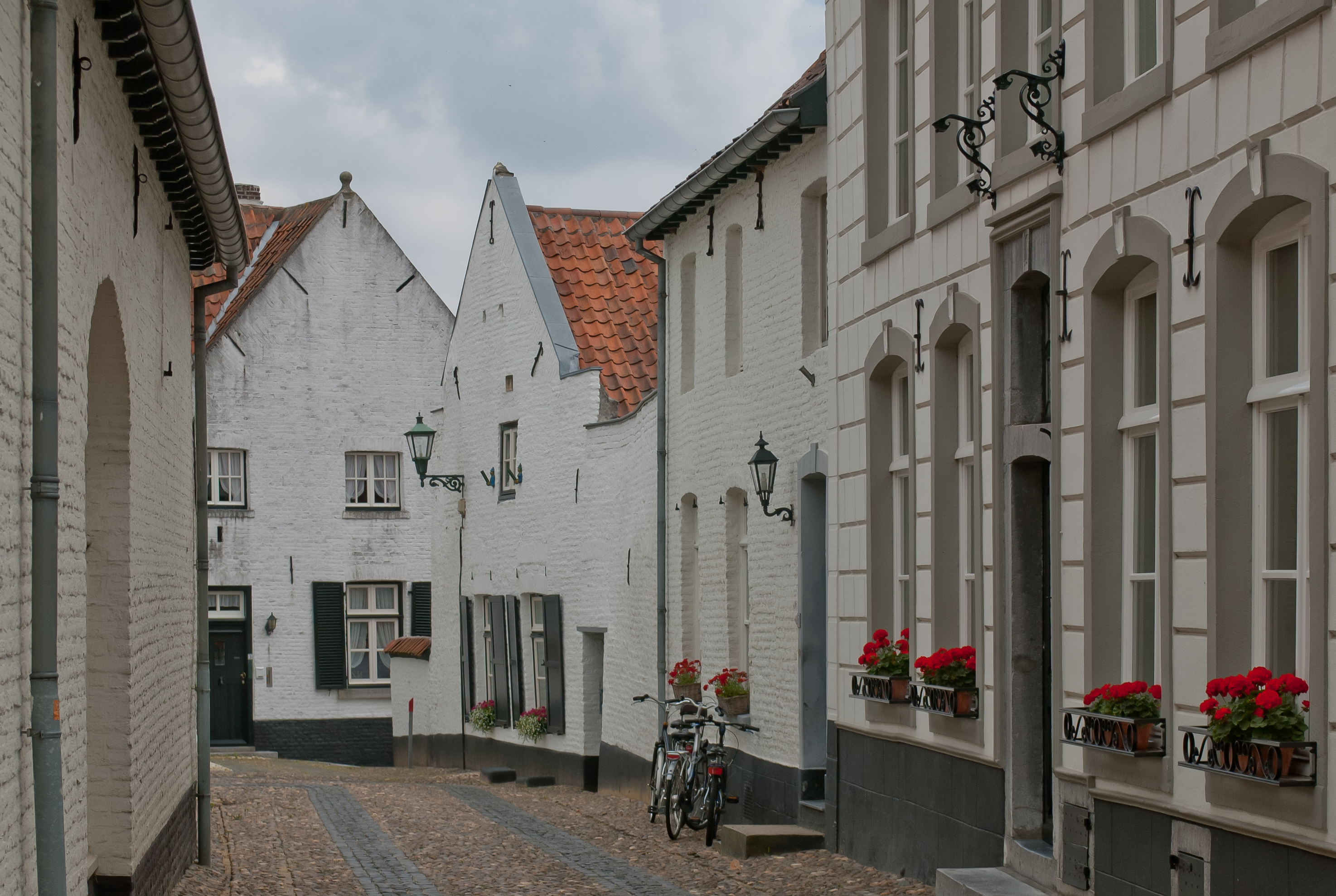
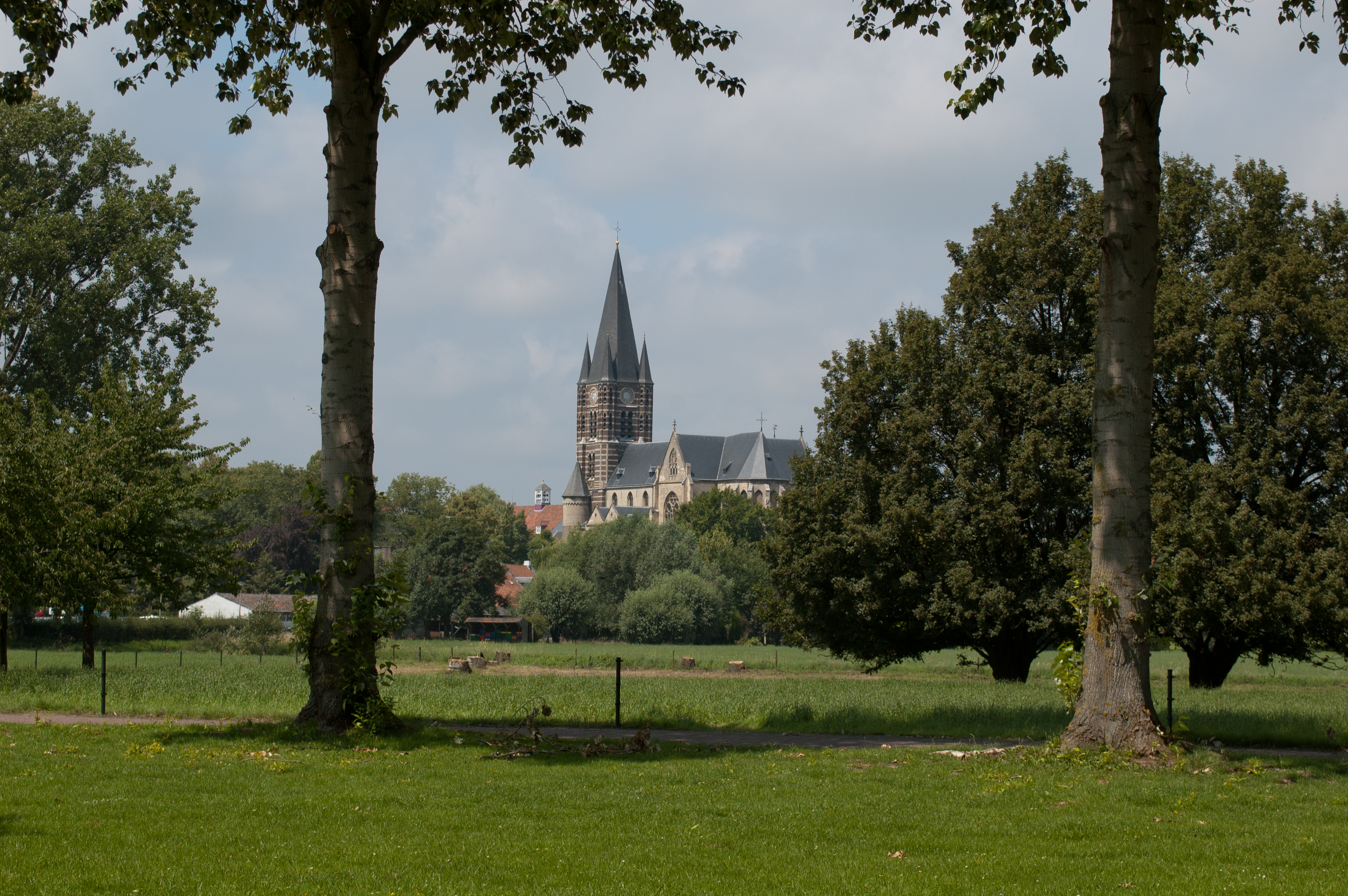
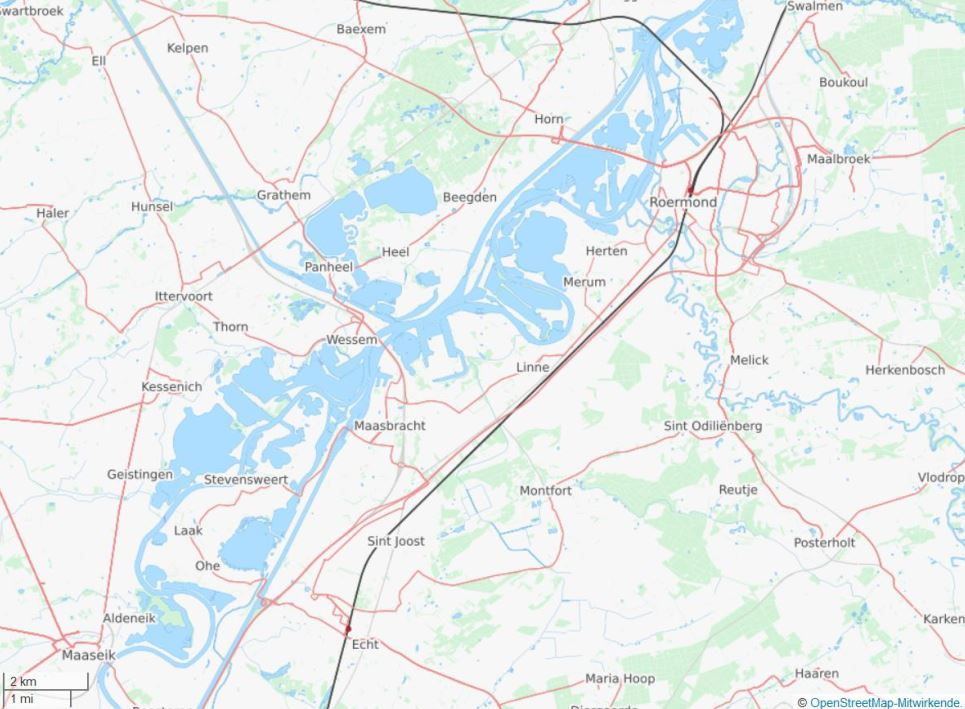
Thorn aan de Maasplassen

## Sitzverteilung im Gemeinderat
Bis zur Auflösung der Gemeinde ergab sich seit 1982 folgende Sitzverteilung:
| Partei             | Sitze | Sitze | Sitze | Sitze | Sitze | Sitze |
| Partei             | 1982  | 1986  | 1990  | 1994  | 1998  | 2002  |
| ------------------ | ----- | ----- | ----- | ----- | ----- | ----- |
| Lijst Stakenborg a | 1     | 2     | —     | 2     | 3     | 3     |
| PvdA               | —     | —     | 0     | 2     | 3     | 3     |
| CDA                | —     | —     | —     | 3     | 3     | 3     |
| Lijst Kuijpers     | 2     | 2     | 1     | 1     | —     | —     |
| Lijst Zeegers      | —     | —     | 4     | 1     | —     | —     |
| Lijst Adams        | 2     | 2     | 2     | —     | —     | —     |
| Lijst Parren       | 2     | 1     | —     | —     | —     | —     |
| R’82               | 0     | —     | —     | —     | —     | —     |
| Gesamt             | 7     | 7     | 7     | 9     | 9     | 9     |